# Yin Yang Yo!
Pour les articles homonymes, voir Yin yang (homonymie).
 (mars 2021).
Si vous disposez d'ouvrages ou d'articles de référence ou si vous connaissez des sites web de qualité traitant du thème abordé ici, merci de compléter l'article en donnant les références utiles à sa vérifiabilité et en les liant à la section « Notes et références ».
Yin Yang Yo! est une série d'animation flash américano-canadienne en 68 épisodes de 22 minutes, produit par Jetix Animation Concepts, diffusée du 26 août 2006 au 18 avril 2009 sur Toon Disney dans le bloc de programmation Jetix, et sur Disney XD.
En France, la série a été diffusée sur la déclinaison Française de Jetix, et plus tard sur France 3 dans l'émission Toowam, puis rediffusée sur son successeur Disney XD. En Belgique, la série a été diffusée sur Club RTL. Au Québec, elle a été diffusée sur VRAK.TV.

## Synopsis
Cette série porte sur deux lapins jumeaux nommés Yin et Yang qui s'entrainent avec Maître Yo, un vieux panda grincheux qui finit par être leur père. Ils apprennent l'art sacré de Woo Foo, un type spécial d'arts martiaux impliquant la force et la magie. Ils doivent travailler ensemble pour sauver le monde contre les méchants et les forces du mal qui veulent le détruire, le corrompre ou le conquérir. Cependant, à travers toutes ces aventures, Yin et Yang restent des frères et sœurs stéréotypés; parfois en désaccord, mais toujours prêt à prendre soin l'un de l'autre et à travailler ensemble quand c'est nécessaire.
Au cours de la première saison, le but principal était de vaincre le Maître de la nuit, un ennemi puissant. Au cours de la deuxième saison, il existe trois récits principaux. Le premier voit Yin et Yang essayer d'empêcher d'autres méchants d'être couronné nouveau Maître de la nuit. Le second est la quête de Yang pour trouver de puissants artefacts mystiques auprès de ce qui se révèleront être des vilains : quatre chefs maléfiques qui, selon lui, sont les maîtres du Woo Foo. Le troisième voit Yin et Yang contre le Maître de la nuit original et renaissant, Eradicus - essayant finalement de construire une armée Woo Foo pour combattre son armée.
(Si quelqu'un vient vérifier la page, vous constaterez l'incohérence du paragraphe ci-dessus. Merci d'en prendre acte)

## Personnages
- Yin : lapin rose, la sœur de Yang.
- Yang : lapin bleu, le frère de Yin.
- Le maître Yo : un panda, le maître de Yin et yang.

## Distribution

### Voix originales
- Stephanie Morgenstern : Yin
- Scott McCord : Yang
- Martin Roach : Maître Yo
- Jamie Watson : Carl
- Tony Daniels : Kraggler, Ultimoose, Indestructo-Bob
- Dwayne Hill : Dave
- Novie Edwards : Lina
- Linda Ballantyne : Smoke, Saranoia, Ailé Mental
- David Hemblen : Night Master
- Jonathan Wilson : Coop, Eradicus
- Jennifer Coolidge : la mère de Coop
- Jim Belushi : Puffin
- Seth MacFarlane : Manotaur

### Voix françaises
- Delphine Rivière : Yin
- Marie-Laure Beneston : Yang
- Sylvain Lemarié : Maître Yo
- Stéphane Ronchewski : Carl
- Brigitte Guedj : Ailé Mental, Illusion
- Bérangère Jean : Lina
- Danièle Hazan : Edna, la mère de Carl
- Thierry Bourdon
- Philippe Roullier
- Bernard Demory : Édouard de la Méticulosité
- Gilbert Lévy : Ultimoose
- Thierry Murzeau : Zarnot
- Vincent Violette
- Viviane Lucas

- Version française
  - Studio d'enregistrement : Chinkel
  - Direction artistique : Bernard Demory
  - Adaptation des dialogues : Émilie Barbier, Jean-Jack Brehier, Viviane Lucas, Laetitia Morfouace, Hélène Castets

 Source et légende : version française (VF) sur RS Doublage

## Liste des épisodes

### Première saison (2006-2007)
1. Oh non pas le dojo ! (Dojo, Oh No)
2. A la recherche d'Hershel (Finding Hershel)
3. 600 chaînes de folie (600 Channels of Doom!)
4. La bonté des anciens (An Oldie But a Goodie)
5. Une épée ridicule (My Stupid Sword)
6. Fée du logis (Neat Freak)
7. Woo-foo phoïde (Woo-foo flu!)
8. Une imagination débordante (The Imagination Situation)